# 2017年アジア野球選手権大会
2017年アジア野球選手権大会（英語: 2017 XXVIII BFA Asian Baseball Championship ）は、アジア野球連盟（BFA）主催により開催された、野球のアジア地域における国別代表による国際大会、アジア野球選手権大会の第28回大会である。前回大会から2年の期間をおいて、2017年10月2日から8日にかけて台湾で開催された。日本代表は前回と同じく社会人代表で構成され、前々回大会以来、19回目の優勝を達成した。

## 概要
本大会は、前回大会と同様に台湾での開催となった。前回は台中市内の2球場で試合が行われたが、今回は新北市の新荘体育場野球場および台北市の台北市立天母野球場が会場となった。

### 大会形式
今大会は出場全チームによる総当たり戦で順位を決定していた前回までと大会形式が変更された。まず、出場する8チームを4チームずつの2グループに分け、各グループの総当たり戦による一次ラウンドを行い、その次にスーパーラウンドを行う。スーパーラウンドは一次ラウンドの各組の1位・2位チームが進出する上位グループと、同じく各組の3位・4位チームが進出する下位グループ に分かれ、上位グループでは一次ラウンドで別の組だったチームと対戦し、勝率で1位・2位となったチームが決勝戦、3位・4位となったチームが最終順位（3位・4位）決定戦に進出する。下位グループも同様に別の組のチームと対戦するが、下位グループではスーパーラウンドで決定した順位がそのまま最終順位（5位〜8位）となる。しかし、中国が大会直前に出場を辞退したため、一次ラウンドB組は3チーム（日本、香港、パキスタン）での総当たりとなった。また、大会初日に開かれた監督会議でのフィリピンの監督の発案により、スーパーラウンドの上位グループに出場する4チームのうちの1チームを、一次ラウンドA組3位とB組2位によるプレーオフによって決めることとなった（他の3チームはA組1位・2位、B組1位チーム）。なお、奇しくもこの形式を提案したフィリピンがこのプレーオフに臨み、スーパーラウンド上位グループへ進出している。また、スーパーラウンド上位グループでは、プレーオフで進出したフィリピンは実質的なB組扱いとなり、B組1位の日本とは対戦しなかった。また、下位グループは上位グループに進出できなかった3チーム（香港、パキスタン、スリランカ）によって争われた。

## 出場国
- チャイニーズタイペイ（開催国）
- 日本
- 韓国
- スリランカ
- フィリピン
- パキスタン
- 香港

### 出場辞退
- 中国 （開幕2日前に出場辞退[2]）

## 大会結果
日時は全て現地時間。

### 一次ラウンド
前述の通り、当初は各組4チームずつの総当たり戦を行う予定だったが、中国が大会開幕2日前に出場を辞退し、B組は3チームでの総当たりとなった。また、大会初日の監督会議でのフィリピンの発案により、スーパーラウンドの上位グループに進出する4チームのうちの1チームを、一次ラウンドA組3位とB組2位によるプレーオフによって決めることとなった（他の3チームはA組1位・2位、B組1位チーム）。これにより、休養日の予定であった2017年10月5日にプレーオフを行うこととなった。

#### A組
2017年10月2日〜10月4日
| 順位 | チーム名             | チャイニーズタイペイの旗 | 大韓民国の旗 | フィリピンの旗 | スリランカの旗 | 勝数 | 敗数 | 得点 | 失点 |
| ---- | -------------------- | ------------------------ | ------------ | -------------- | -------------- | ---- | ---- | ---- | ---- |
| 1    | チャイニーズタイペイ | -                        | ○3-2         | ○12-2          | ○13-0          | 3    | 0    | 28   | 4    |
| 2    | 韓国                 | ●2-3                     | -            | ○18-3          | ○18-0          | 2    | 1    | 38   | 6    |
| 3    | フィリピン           | ●2-12                    | ●3-18        | -              | ○8-5           | 1    | 2    | 13   | 35   |
| 4    | スリランカ           | ●0-13                    | ●0-18        | ●5-8           | -              | 0    | 3    | 5    | 39   |

#### B組
2017年10月2日〜10月4日
| 順位 | チーム名   | 日本の旗 | 香港の旗 | パキスタンの旗 | 勝数 | 敗数 | 得点 | 失点 |
| ---- | ---------- | -------- | -------- | -------------- | ---- | ---- | ---- | ---- |
| 1    | 日本       | -        | ○30-0    | ○13-1          | 2    | 0    | 43   | 1    |
| 2    | 香港       | ●0-30    | -        | ○4-1           | 1    | 1    | 4    | 31   |
| 3    | パキスタン | ●2-12    | ●3-18    | -              | 0    | 2    | 2    | 17   |

#### プレーオフ
2017年10月5日

台北市立天母野球場
| フィリピン | 10 - 0 | 香港 |

### スーパーラウンド
- 2017年10月6日・10月7日
- 一次ラウンドでA組のチームはB組のチームと、同じくB組のチームはA組のチームと対戦。また、同じ組同士の対戦は一次ラウンドでの対戦結果がそのまま適用される。

#### 上位グループ
1位・2位が決勝戦、3位・4位が最終順位決定戦に進出。プレーオフ勝者のフィリピンは一次ラウンドではA組であったが、スーパーラウンドでは実質的なB組扱いとなり、一次ラウンドで
同じ組だったチャイニーズタイペイ、韓国と対戦し、違う組だった日本とは対戦しなかった。なお、順位はスーパーラウンドでの勝率によって決定された。
| 順位 | チーム名             | 日本の旗 | チャイニーズタイペイの旗 | 大韓民国の旗 | フィリピンの旗 | 勝数 | 敗数 | 勝率  |
| ---- | -------------------- | -------- | ------------------------ | ------------ | -------------- | ---- | ---- | ----- |
| 1    | 日本                 | -        | ○10-0                    | ○3-0         | -              | 2    | 0    | 1.000 |
| 2    | チャイニーズタイペイ | ●0-10    | -                        | ○3-2         | ○14-0          | 2    | 1    | .667  |
| 3    | 韓国                 | ●0-3     | ●2-3                     | -            | ○11-0          | 1    | 2    | .333  |
| 4    | フィリピン           | -        | ●0-14                    | ●0-11        | -              | 0    | 2    | .000  |

#### 下位グループ
ここでの順位が最終順位となった。上位グループと違い、通算勝率（一次ラウンドでの成績も含めた勝率）によって順位が決定された。
| 順位 | チーム名   | 香港の旗 | パキスタンの旗 | スリランカの旗 | 勝数 | 敗数 | 通算勝数 | 通算敗数 | 通算勝率 |
| ---- | ---------- | -------- | -------------- | -------------- | ---- | ---- | -------- | -------- | -------- |
| 5    | 香港       | -        | ○4-1           | ●0-2           | 1    | 1    | 2        | 3        | .400     |
| 6    | パキスタン | ●1-4     | -              | ○10-2          | 1    | 1    | 0        | 2        | .250     |
| 7    | スリランカ | ◯2-0     | ●2-10          | -              | 0    | 2    | 0        | 3        | .200     |

### 最終順位決定戦
2017年10月8日 12:00（試合時間 2時間50分）

新荘体育場野球場
| 韓国 | 15 - 0 | フィリピン |

|            | 1 | 2 | 3 | 4 | 5 | 6 | 7 | 8 | 9 | R  | H  | E |
| ---------- | - | - | - | - | - | - | - | - | - | -- | -- | - |
| フィリピン | 0 | 0 | 0 | 0 | 0 | 0 | 0 | 0 | 0 | 0  | 4  | 3 |
| 韓国       | 2 | 2 | 1 | 1 | 3 | 6 | 0 | 0 | X | 15 | 16 | 1 |

1. フィ：●Juan Paulo B Macasaet、Junmar Diarao、Ron Christian M. de la Cruz、Clarence Caasalan
2. 韓：◯KIM Seon Gi、KIM Chan Ho、PARK Se Jin、LEE Geon Wook
3. 勝利：KIM Seon Gi
4. 敗戦：Juan Paulo B Macasaet

### 決勝戦
2017年10月8日 18:00（試合時間 3時間19分）

新荘体育場野球場
| 日本 | 6 - 1 | チャイニーズタイペイ |

|                      | 1 | 2 | 3 | 4 | 5 | 6 | 7 | 8 | 9 | R | H | E |
| -------------------- | - | - | - | - | - | - | - | - | - | - | - | - |
| チャイニーズタイペイ | 0 | 0 | 0 | 0 | 0 | 1 | 0 | 0 | 0 | 1 | 7 | 3 |
| 日本                 | 0 | 0 | 0 | 0 | 5 | 1 | 0 | 0 | X | 6 | 7 | 0 |

1. 台：●LU Yen Ching、WU Sheng Feng、WANG Cheng Hao、LIN An Ko
2. 日：◯田嶋大樹、渡邉啓太、平尾奎太、谷川昌希
3. 勝利：田嶋大樹
4. 敗戦：LU Yen Ching
5. 本塁打
日：北村祥治

| 2017年アジア野球選手権大会優勝国 |
| -------------------------------- |
| · 日本 · 19回目                  |

## 最終成績
| 順位 | チーム                        |
| ---- | ----------------------------- |
| 1    | 日本（2大会ぶり19回目の優勝） |
| 2    | チャイニーズタイペイ          |
| 3    | 韓国                          |
| 4    | フィリピン                    |
| 5    | 香港                          |
| 6    | パキスタン                    |
| 7    | スリランカ                    |